# Renée Rauzy
Renée Rauzy est une artiste française peintre et sculptrice née Renée Talon le 4 février 1925 à Bédarieux et morte le 29 septembre 1998 à Montpellier. Originaire de la région montpelliéraine, elle a également fait carrière à l’étranger et en particulier en Italie. En 1984, elle conçoit les vitraux de l’église Dom Bosco de Montpellier. Elle décède en 1998.

## Biographie
Née le 4 février 1925 à Bédarieux dans l’Hérault, Renée Rauzy intègre l’École des Beaux-Arts de Montpellier en 1955. Elle y sera l’élève de Camille Descossy, de Georges Dezeuze et de Jean-Raymond Bessil, bénéficiant ainsi d’une formation classique rigoureuse et d’une ouverture aux techniques contemporaines[réf. nécessaire].
À ses débuts, Renée Rauzy s’inscrit dans le courant du peintre Nicolas de Staël, qu’elle cite comme étant l’une de ses principales sources d’inspirations. Par la suite, son style évolue, toujours à la recherche de nouvelles formes d’expression, elle explore plusieurs courants, dont le surréalisme. À partir de 1963, sa technique des « Collages intégrés » séduit Katia Granoff qui l’expose dans sa Galerie du Quai Conti, puis à la Place Beauvau à Paris et ensuite de manière permanente.
Cette maturation s’effectue en compagnie de nombreux artistes, en particulier le peintre catalan Modest Cuixart ainsi que les sculpteurs César et Albert Féraud.

Dès le début des années 1960, sa carrière prend une envergure internationale. Après avoir fait plusieurs expositions et voyages en Italie, Renée Rauzy présente ses œuvres dans le monde entier. On la retrouve dans de nombreuses villes nord-américaines, européennes, et même à Tokyo dans un événement organisé par Jean Cocteau. En 1962, celui-ci lui dédie un poème intitulé "Le bois dormant". 

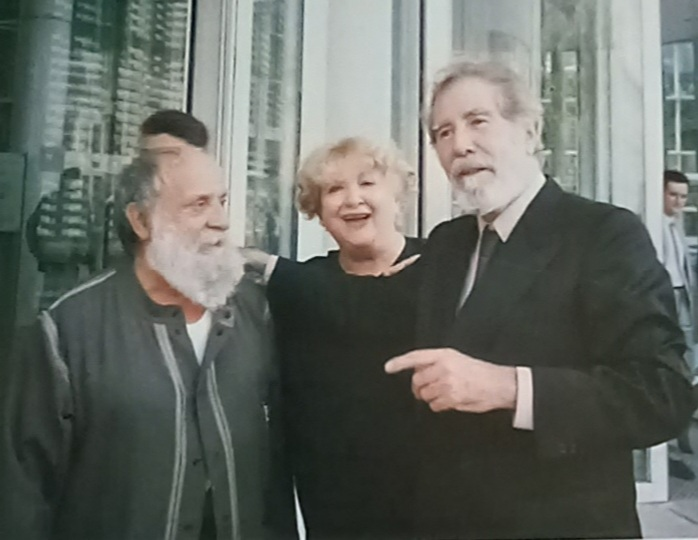
Renée Rauzy en compagnie du sculpteur Cesar et du peintre catalan Modest Cuixart en 1993

Parallèlement à la peinture, ses recherches sur les matériaux acryliques l’amènent à exécuter des sculptures lumineuses en altuglas pour de nombreux édifices, dont celle de l’Hôtel de Région de Montpellier. Elle utilise également cette technique pour les vitraux de l’Eglise Saint Paul à Montpellier.
Lorsqu’en 1980 le quartier d’Antigone est réalisé à Montpellier sous la direction de l’architecte Ricardo Bofill, Renée Rauzy est désignée pour concevoir les vitraux de l’église Dom Bosco. L’œuvre finale est composée de 80 m2 de vitraux riches de 140 nuances de couleurs.
En octobre 1993, le Midi Libre organise une exposition rétrospective de son œuvre « Hommage à Renée Rauzy », au siège du journal à Saint-Jean-de-Vedas.
Elle décède le 28 septembre 1998 à Montpellier.

## Expositions en France et à l’international
Renée Rauzy a exposé ses peintures dans de nombreuses galeries en France et dans le monde.
France
- Galerie d’Art et décoration, Montpellier : 1957, 1958
- Galerie Delaye, Avignon : 1957, 1959, 1962
- Galerie Jouvème, Marseille : 1960-2
- Galerie Katia Granoff, Paris : 1963, 1967, 1970, puis exposition permanente

Italie
- Galerie Totti, Milan : 1951
- Galerie l'Arlequino, Florence : 1962
- Galerie Santo Stefano, Venise : 1969

États-Unis
- Galerie Galaxie, New York : 1962
- Galerie Galaxie, Detroit : 1964
- Galerie Galaxie, Chicago : 1966
- Musée d'Art Moderne, Detroit : 1974

Japon
- Exposition Jean Cocteau, Tokyo : 1963

## Prix et distinctions
- Prix du Festival du Dome, Paris 1960
- 1er prix du Festival d'Avignon 1975
- Prix mondial des Arts de l'Institut national Italien - Crémone 1984
- Oscar du Millénaire - Montpellier 1985
- Décorée de l'ordre national du Mérite en 1989